# Часовня (Марий Эл)
Часовня (мар. Часамлаял) — деревня в Сернурском районе Республики Марий Эл. Входит в состав Зашижемского сельского поселения.

## География
Находится в восточной части республики Марий Эл на расстоянии приблизительно 23 км по прямой на восток-северо-восток от районного центра посёлка Сернур.

## История
По сведениям 1859—1873 годов, в починке в 16 дворах проживали 109 мужчин и 104 женщины. Селение входило в состав Косолаповской волости Уржумского уезда. Здесь имелась деревянная часовня, которая простояла до 30-х годов XX века. В 1926 году числилось 36 дворов. В советское время работали колхозы «Совет Ушем», «Дружба» и совхоз «Кугушенский».

## Достопримечательности
Возле деревни есть каскад Святой Ключ, насчитывающий свыше 7 источников, стекающих с трёх уровней в речку, среди них источник Средний, представляющий собой стилизованную скульптуру марийского божка с короной и обхватывающего руками фонтан воды.

## Население
Население составляло 15 человек (мари 100 %) в 2002 году, 14 в 2010.